# Myrtopsis corymbosa
Myrtopsis corymbosa är en vinruteväxtart som först beskrevs av Jacques-Julien Houtou de La Billardière, och fick sitt nu gällande namn av André Guillaumin. Myrtopsis corymbosa ingår i släktet Myrtopsis och familjen vinruteväxter. Inga underarter finns listade i Catalogue of Life.